# Давыдов, Михаил Михайлович (зоолог)
Михаи́л Миха́йлович Давы́дов (6 апреля [18 апреля] 1853,, Санкт-Петербург – 26 декабря 1933, Вильфранш-сюр-Мер, Франция) — русский зоолог-морфолог из рода Давыдовых, доктор философии по зоологии, доктор Honoris causa Дерптского университета (1902), директор Вилла-Франкской зоологической станции (1915–1924).

## Биография
Михаил Михайлович Давыдов родился в семье ротмистра Михаила Михайловича Давыдова-старшего и Елизаветы Фёдоровны, дочери генерала Фёдора Карловича фон Фрикена и крестнице графа Аракчеева. Дальний родственник К. Н. Давыдова. Место его учебы в Париже на данный момент установить не удалось. Известно, что последующее музыкальное образование, до 14-летнего возраста, он получил уже в Лейпцигской консерватории. Возвратившись в Россию, Давыдов проживал в Москве, продолжая домашние занятия музыкой вплоть до поступления в Московскую консерваторию.
Давыдов обучается в Московской консерватории в 1869–1872 годах и оканчивает ее с серебряной медалью сразу по двум специальным классам: скрипки (проф. Ф. Лауб) и композиции (проф. П. Чайковский). У Чайковского Давыдов обучается в 1870/71–1871/72 учебных годах и становится первым выпускником его класса в истории Московской консерватории и в педагогической биографии композитора. 
Годы учебы Давыдова в Московской консерватории – время его активной исполнительской деятельности в качестве скрипача-солиста и участника струнного квартета. Он входит первой скрипкой в состав ученического квартета, организованного из учеников классов Лауба и Б. Коссмана. 
В 1869/70 учебном году Давыдов принимает участие в концертах Московского отделения Русского музыкального общества (РМО), что считалось особой формой поощрения учеников консерватории. В последние консерваторские годы демонстрирует несомненные «задатки и композиторского таланта». Об этом говорит, в частности, тот факт, что Н. Г. Рубинштейн включил в программу своего бенефисного концерта, состоявшегося 10 марта 1872 года в симфоническом собрании Московского отделения РМО, первую часть Симфонии E-dur Давыдова, написанной для большого состава оркестра. В архиве Государственного мемориального музыкального музея-заповедника П. И. Чайковского хранится автограф сочинения Давыдова «Allegro de Concert», a-moll, для скрипки и фортепиано. Текст скрипичной и фортепианной партий этого сочинения изложен полностью, однако его оформление отличается непроработанностью. На заглавном листе рукописи проставлены место и дата: «Moscou, le 14 mai 1872», указывающая на последний месяц пребывания Давыдова в Московской консерватории. Концертная форма сочинения и характер записи нотного текста дают основания предположить, что это эскиз выпускного сочинения Давыдова.
Согласно документам, первое по окончании консерватории концертное выступление Давыдова-скрипача состоялось в дни проведения в Москве Политехнической выставки 1872 года, посвященной двухсотлетнему юбилею со дня рождения Петра I. 25 ноября 1872 года Давыдов выступает уже перед петербургской публикой в 3-м симфоническом собрании концертного сезона 1872/73 С.-Петербургского отделения РМО: он исполняет Концерт Л. Шпора для скрипки с оркестром № 8, a-moll, ор. 47 и скрипичные пьесы своего учителя Лауба – «Элегию» и «Польский». Информация о других публичных выступлениях Давыдова не обнаружена.
Его дальнейшую судьбу решает знакомство с трудами последователя Ч. Дарвина Э. Геккеля. Давыдов оставляет карьеру музыканта и в 1873 году становится студентом факультета естественных наук и медицины Йенского университета и учеником Геккеля.
В период учебы в университете с 1873-го по весну 1876 года Давыдов слушает лекции по медицине, естественным наукам и философии. В 1876 году продолжает свое образование в Гейдельбергском университете у сравнительного анатома профессора Карла Гегенбаура, занимается анатомической практикой, продолжает изучать естественные науки и философию. В ноябре 1878 года Давыдов получает должность ассистента в зоологическом институте Гейдельберга и вскоре публикует I-ю часть своего исследования по сравнительной зоологии в Морфологическом ежегоднике Гегенбаура. 2 февраля 1880 года Давыдов ходатайствует перед деканатом философского факультета Йенского университета о присвоении ему степени доктора философии по зоологии. Представив необходимые документы, II-ю часть диссертационного исследования и сдав требуемые экзамены, Давыдов получает искомую ученую степень с уровнем отличия «magna cum laude» 18 февраля 1880 года. В тот же год его диссертационное исследование было опубликовано. 
Профессиональная судьба ученого в 1880-е – 1-й пол. 1890-х годов связана с работой в биологических лабораториях Гейдельберга, Мюнхена и на биостанциях в Неаполе и Баньюльсе (Франция, Средиземноморское побережье, близ границы с Испанией). Осенью 1894 года (по другим данным в 1895 году) Давыдов начинает работу на русской морской биостанции в бухте Вильфранш-сюр-Мер (Франция, близ Ниццы) по приглашению её директора, русского исследователя-гидробиолога, профессора Киевского университета Св. Владимира А. А. Коротнева. 
Проведённое под руководством М. М. Давыдова при участии М. Горяева и Н. Кольцова фундаментальное исследование анестезических свойств планктонных организмов, было одним из важных достижений ученых станции. Кроме того они проводили эксперименты по возможному использованию дельфинов в военных целях. На станции была собрана богатая коллекция редких образцов макропланктонной фауны Средиземного моря, а также другие коллекции, которые неоднократно участвовали в международных выставках в Санкт-Петербурге, Марселе, Бордо и других городах и были удостоены разных наград. Результатам проводившихся на станции исследований были посвящены статьи, напечатанные в различных специализированных журналах, в том числе и на иностранных языках, а также публикации в «Известиях Киевского университета» и сборниках «Труды Русской Зоологической станции в Вильфранше», которые ежегодно выходили в 1895—1911 годах.
В июне 1902 года Давыдов отправился в Иркутск в составе Байкальской зоологической экспедиции под руководством профессора А. А. Коротнева, где Михаил Михайлович отвечал за хозяйственную часть и драгировку. В состав экспедиции также вошли: зоологи Ю. Н. Семенкевич, Б. А. Сварчевский, А. В. Рахманов и два студента В. В. Совинский и А. В. Державин. Отличительной чертой этой экспедиции стало активное применение скафандра для добычи глубоководной фауны.
25 ноября 1902 года Давыдов получил звание доктора Honoris causa Дерптского университета.
После смерти А. Коротнева в 1915 году М. М. Давыдов стал следующим директором зоостанции. Вместе со своим заместителем М. Тимофеевым они «сумели не только сохранить станцию, но и существенно расширить сферу её деятельности, организовав стажировку на ней многих иностранных ученых и студентов из ведущих университетов Европы. Таким образом, наряду с решением научных, экспериментальных задач Русская Зоологическая станция постепенно приобретала функции международного учебного центра». Летом 1914 года здесь работали 21 научный сотрудник и 9 студентов. Однако с началом Первой Мировой войны ситуация существенно изменилась, активные работы на станции были практически прекращены: только Давыдов, ассистент Г. П. Миттенс и один из рыбаков постоянно оставались на территории. Именно Давыдов принял на себя «весь груз ответственности за судьбу станции и обеспечил её спасение в трудные годы Первой мировой войны». После октябрьской революции 1917 года станция полностью лишилась финансирования. Для её спасения был создан специальный комитет из русских ученых-эмигрантов, через который биостанция получала помощь от правительства Франции, Чешской академии наук и частных лиц – ученых разных стран. В 1924 году Давыдов уходит в отставку с занимаемой должности, продолжая посильно принимать участие в делах биостанции. На место директора приходит русский ученый, выпускник университета в Монпелье (Франция) Г. С. Трегубов, а Давыдов становится ее почетным директором. В 1931 году состоялась передача биостанции под французскую юрисдикцию, и «Русский дом» вошел в состав Парижского университета.
Профессор М. М. Новиков писал в своем труде «Русская научная организация и работа русских естествоиспытателей за границей»: «… бесправная и беззащитная русская эмиграция потеряла учреждение, созданное русскими руками, управлявшееся ими в течение более сорока лет и получившее всесветное признание».
Примечательно, что ныне в Океанологической обсерватории, поднявшейся на фундаменте «Русского дома», Давыдова до сих пор вспоминают не только как исследователя и директора биостанции, но и как превосходного музыканта. И это неудивительно. В письме к Чайковскому от 3/15 ноября 1873 года из Йены молодой Давыдов писал: «Слухи о том, что я бросил музыку, совершенно неосновательны. Это заключение вывели, вероятно, потому, что я не разъезжаю по Европе со скрипкой. <…> Музыку я настолько люблю и настолько сроднился с нею, что если бы даже и хотел ее бросить, то не мог бы».

## Брак и дети
Михаил Михайлович был женат на Марии Михайловне Брунер.
- Елизавета (1880-е — ?)[26] — супруга зоолога Виктора Михайловича Шица (1886—1958). У них была дочь Ирина[27].